# 블라디미르 로마노프

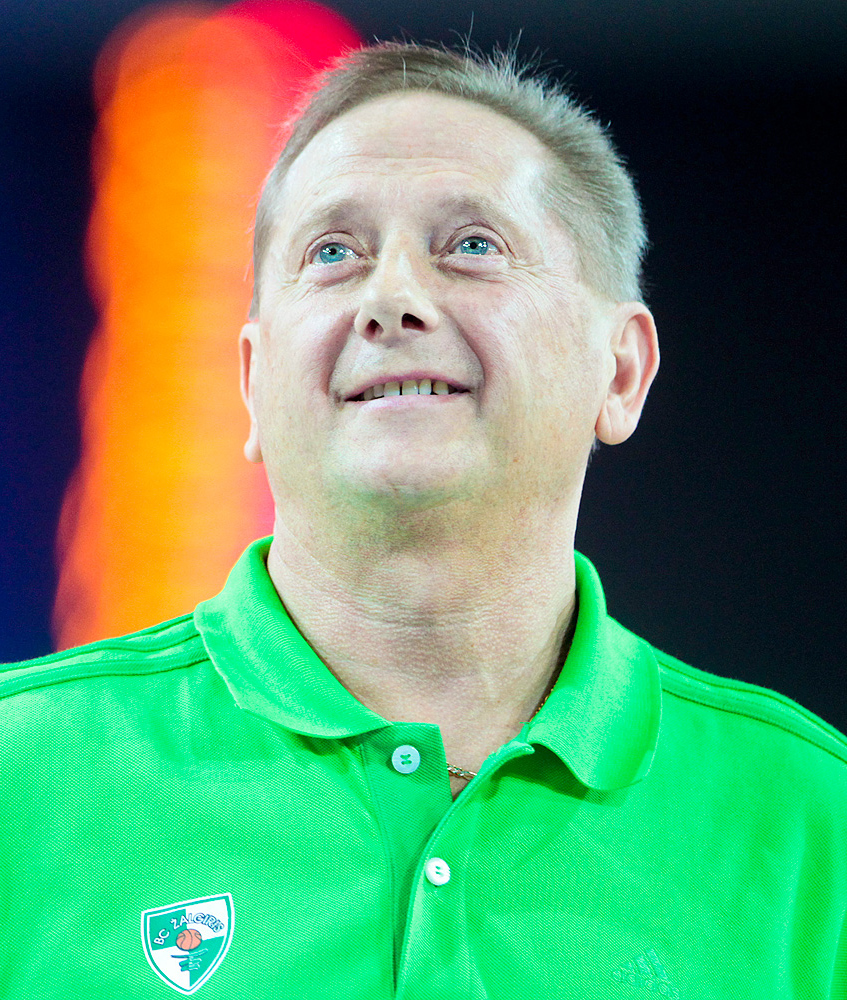
로마노프(2014년)

블라디미르 니콜라예비치 로마노프(러시아어: Владимир Николаевич Романов, 리투아니아어: Vladimiras Romanovas 블라디미라스 로마노바스, 1947년 6월 15일 ~ )는 러시아와 리투아니아의 기업인이자 스코틀랜드 프리미어리그의 하트 오브 미들로시언 FC의 구단주이다.

## 생애
소련 트베리주 출생으로 리투아니아에서 어린 시절을 보냈고, 1980년대부터 돈을 모으기 시작하였다.
1990년대 리투아니아 최초의 민간 은행을 설립하였고, 민간 투자 그룹 UBIG를 통해 알류미늄, 직물 및 TV 등을 리투아니아, 우크라이나, 보스니아 헤르체고비나, 벨라루스, 러시아 등에 수출하며 260만 파운드의 재산을 모았다.
2004년 ~ 2005년 스코틀랜드 프리미어리그의 하트 오브 미들로시언 FC를 인수해 구단주가 돠었고, 2009년 3월 12일 리투아니아의 대통령 선거에도 출마할 것이라고 발표했다.

## 같이 보기
- FC 파르티잔 민스크